# همین الان اینجا باش
«همین الان اینجا باش» (به انگلیسی: Be Here Now) آلبومی از اوئیسیز است که در سال ۱۹۹۷ میلادی منتشر شد.